# Dragon Quest -Dai no Daibōken-
Dragon Quest Dai no Daibōken (DRAGON QUEST -ダイの大冒険-, ドラゴンクエスト ダイのだいぼうけん) là một bộ manga do Sanjou Riku viết nội dung và Inada Hiroshi vẽ minh họa. Truyện được sáng tác dựa trên game Dragon quest - một dòng game nhập vai rất nổi tiếng của Nhật. Ban đầu hai tác giả chỉ sáng tác một truyện ngắn gồm hai chương có tên Derupa! Iruiru!. Sau thành công của Derupa! Iruiru!, phần tiếp theo mang tên Dai Bakuhatsu!!! ra đời, và sau nữa thì truyện được mở rộng với cốt truyện dài kỳ, trở thành bộ truyện Dai no Daibouken hoàn chỉnh.
Bộ truyện thuộc thể loại Shōnen, do Nhà xuất bản Shueishalin (Nhật Bản) ấn hành, đăng trên tạp chí Weekly Shōnen Jump từ năm 1989 đến năm 1996, gồm 349 chương.

## Nội dung
Bộ truyện bắt đầu với câu chuyện về một dũng sĩ huyền thoại (Avan) đã đánh bại Ma vương giải cứu Trái Đất cách đây 11 năm. Trên hòn đảo Delmurin - nơi cư trú của các quái vật hiền lành thân thiện - xuất hiện hình ảnh của Dai - cậu bé loài người duy nhất. Dai thần tượng vị anh hùng Avan và luôn mơ ước trở thành một anh hùng như vậy. Dấu ấn rồng thiêng là cuộc hành trình của cậu nhóc từ ngày đầu tiên rời đảo cho đến khi tiêu diệt được ác ma, bảo vệ chính nghĩa. Cậu đã gặp và sát cánh chiến đấu cùng nhiều người bạn tốt, đồng thời cũng tìm được sự thật về thân thế của mình.

## Nhân vật
Dựa trên Game Dragon Quest, các nhân vật của Dấu ấn rồng thiêng thể hiện khá rõ đặc điểm của một Game nhập vai qua vai trò và kĩ năng chiến đấu của mình. Nhóm dũng sĩ bao gồm Dai (anh hùng), Pop (pháp sư), Hyunkel (chiến binh)...

### Các học trò của Avan
- Dai (ダイ Dai?), tên tiếng Việt (theo Kim Đồng) là Đai: 13 tuổi khi bắt đầu bộ truyện, là nhân vật trung tâm của truyện.

Tên khai sinh của Dai là Dino - nghĩa là mãnh long. Cậu là con trai của Kị sĩ rồng Baran và công chúa Soara nước Alkeed. Sau khi thất lạc khỏi cha mẹ, cậu bé trôi dạt đến Đảo Delmurin và được Brass nuôi dưỡng. Dai là con người duy nhất trên hòn đảo của những quái vật hiền lành và thân thiện ấy. Từ nhỏ cậu luôn mơ ước trở thành một người anh hùng vĩ đại. Dai được quốc vương Romos phong là anh hùng sau vụ giải cứu Gome. Không lâu sau đó, Dai đã gặp Leona, công chúa nước Papunika và đã được cô tặng cho thanh đao Papunika. không những thế, Dai đã cứu cô khỏi bọn gian thần âm mưu làm phản. Khi Ma vương Hadlar hồi sinh, Avan đến đảo để đào tạo Dai trở thành một dũng sĩ thực sự có thể chống lại Ma vương.
Dai có sức mạnh bẩm sinh của một kị sĩ rồng, đồng thời cậu bé cũng rất ham học và có ý chí quyết tâm. Chỉ sau vài ngày tham gia khóa đào tạo dũng sĩ đặc biệt với Avan, cậu đã tiến bộ vượt bậc, nắm được hai trong ba tuyệt chiêu mạnh nhất của Avan là Earth Slash và Wave Slash. Còn tuyệt chiêu cuối cùng Sky Slash cậu đã tự lĩnh hội được. Sức mạnh của Dai vượt trội nhất khi trên trán cậu xuất hiện Dấu ấn rồng. Ngoài ra Dai là kị sĩ rồng duy nhất mà Dấu ấn xuất hiện cả trên bàn tay và trên trán. Trong trận chiến cuối cùng với Đại ma vương Vearn, hai Dấu ấn đồng thời xuất hiện trên cả hai tay cậu, một của chính cậu, một của cha cậu - là dấu ấn chứa đựng kinh nghiệm và sức mạnh tích lũy qua các đời kị sĩ rồng.
Thời gian đầu Dai sử dụng thanh đao do Leona tặng, nhưng khi sức mạnh của cậu ngày càng tăng thì một thanh kiếm bình thường không thể chịu đựng được nữa. Lon Berk đã rèn cho cậu thanh kiếm từ Orihalcon - loại hợp kim cứng nhất vũ trụ, thanh kiếm của Dai.
Kết thúc truyện, Dai mang quả bom của thần chết Kill-Vearn, dùng Ruura rời xa khỏi mặt đất để cứu mọi người, không rõ cậu còn sống hay đã chết. Theo Lon Berk, viên ngọc trên thanh kiếm của Dai là linh hồn của thanh kiếm gắn kết với Dai. Nếu Dai chết, linh hồn thanh kiếm cũng sẽ chết. Vì viên ngọc vẫn tỏa sáng, mọi người đều tin rằng Dai còn sống và nhất định sẽ trở về.
Dai là một dũng sĩ rồng với sức mạnh vô địch, lòng quả cảm, trái tim nhân ái và tâm hồn hướng thiện. Bên cạnh đó cậu cũng chỉ là một cậu nhóc ngây thơ, ngoan ngoãn. Leona và Pop thường trêu Dai vì cậu quá ngây ngô trong chuyện tình cảm và nói rằng khi nào cậu lớn hơn sẽ biết.
- Pop (ポップ Poppu?), tên tiếng Việt (theo Kim Đồng) là Pốp: 14 tuổi, là con của một nhà buôn vũ khí, vì ngưỡng mộ Avan, cậu bỏ nhà theo Avan học pháp thuật. Sau cái chết của Avan, Pop cùng Dai rời đảo lên đường chống lại Ma vương Hadlar và trả thù cho sư phụ.

Mới đầu, Pop được miêu tả là một cậu nhóc lười biếng và hèn nhát. Dần dần trải qua thử thách, Pop trưởng thành lên rất nhiều. Cậu luôn chiến đấu hết mình vì bạn bè, vì cái thiện dù phải hy sinh tính mạng. Khi nhóm dũng sĩ thực hiện phép Minakatoru, sức mạnh tâm hồn của Pop là lòng dũng cảm. Cậu có thể vẫn sợ khi phải chiến đấu với yêu ma nhưng trên hết cậu dám đối mặt với nó. Trong nhóm, Pop luôn là người chọc cho mọi người vui vẻ, là người gắn kết tinh thần toàn đội. Khi tất cả tưởng Pop đã chết, mọi người đều mất hết tinh thần chiến đấu. Pop cũng là người bạn thân nhất và hiểu Dai nhất. Khi Dai trốn tránh mọi người sau cái chết của Baran, Pop là người tìm ra Dai đang ở đâu và là người khiến Dai tỉnh ngộ, quay về sát cánh chiến đấu cùng các bạn. Chương 335, trong trận chiến cuối cùng với Vearn, khi Dai đã hoàn toàn tuyệt vọng, Pop cũng chính là người đã kéo Dai đứng dậy.
Phép thuật của Pop ban đầu thiên về các phép lửa như Mera, Merami và Merazoma. Sau đó cậu học thêm các phép thuật mạnh khác từ Matoriv như Betan, Medoroa, Megante, Hypado. Cậu cũng là người sử dụng phép Ruura - phép bay hoặc dịch chuyển tức thời - giỏi nhất trong nhóm. Trước trận tổng tiến công vào Lâu đài Vearn, Pop phát huy được hết sức mạnh của mình, trở thành một Sage - pháp sư toàn diện, có thể sử dụng cả pháp thuật chiến đấu và chữa thương. Pop có thể sử dụng phép thuật trực tiếp hoặc thông qua gậy phép. Lon Berk đã làm cho cậu một chiếc gậy phép có sức mạnh ngang với gậy phép của Vearn mà còn có thể điều khiển ngắn dài tùy ý.
Pop thích Maam nhưng ngoài mặt hai người luôn cãi nhau như nước với lửa. Chính tình cảm giấu kín này là nguyên nhân khiến Pop không thực hiện được phép Ngũ long tinh, và nó chỉ thành công sau khi cậu bày tỏ được tình cảm với Maam.
- Maam (マァム Maamu?, còn gọi là Marm), tên tiếng Việt (theo Kim Đồng) là Mi-na: 14 tuổi, là con gái của những đồng đội từng chiến đấu chống Ma vương cùng Avan.

Là học trò thứ hai của Avan, Maam học phép thuật chữa thương rất giỏi nhưng phép thuật chiến đấu lại không tốt. Ban đầu cô không thích học phép thuật chiến đấu vì nghĩ rằng chính yêu ma cũng dùng phép thuật chiến đấu để làm hại con người. Avan đã chỉ cho Maam thấy, phép thuật chữa thương là cần thiết nhưng không đủ để bảo vệ mọi người và tặng cho cô khẩu súng phép thuật, với đạn nạp chính là phép thuật để có thể dùng trong chiến đấu. Đây là kỉ vật của sư phụ Avan mà Maam rất yêu quý. Về sau, Maam đã dùng khẩu súng của mình để cứu Leona (Lê-ô-na) dù biết làm thế khẩu súng sẽ bị hỏng. Sau đó cô đi tìm và theo học Roushi, người được mệnh danh là vua quyền thuật nhằm rèn luyện cho mình khả năng chiến đấu để có thể chống lại yêu ma. Maam trở thành đệ tử chân truyền xuất sắc của Burokena. Lon Berk đã tặng cho Maam bộ giáp tay giúp cô tăng sức mạnh chiến đấu.
Maam là một cô gái mạnh mẽ với trái tim nhân hậu. Theo Pop và Hyunkel, sức mạnh tâm hồn của cô là tình yêu thương. Maam là người thức tỉnh Hyunkel và chỉ cho anh con đường quay về với cái thiện. Maam cũng dành tình cảm đặc biệt cho Hyunkel nhưng không dám bộc lộ vì "Hyunkel quá trầm lặng, cô độc..." (Trích lời Maam, chương 250). Tuy hay cãi nhau và bắt nạt Pop, cô luôn quan tâm đến Pop như một người chị. Khi biết tình cảm của Pop dành cho mình, Maam rất bất ngờ và xúc động. Cô hứa từ giờ sẽ nhìn Pop bằng con mắt khác thay vì như một người chị giống trước đây và cho Pop một cơ hội (Chương 250).
- Hyunkel (ヒュンケル Hyunkeru?), tên tiếng Việt (theo Kim Đồng) là Hun-ken: 17 tuổi, là học trò đầu tiên của Avan.

Hyunkel mồ côi cha mẹ trong một cuộc tấn công của đội quân yêu ma. Anh được Baltos, một chiến binh thuộc Quân đoàn Những chiến binh bất tử đem về nuôi dưỡng trong lâu đài của Ma vương. Khi Avan tiêu diệt Ma vương, Hyunkel cho rằng chính Avan đã giết cha nuôi mình. Hyunkel được Avan thu nhận làm đệ tử nhưng anh luôn nuôi mối thù giết cha với Avan. Sau khi được Avan chứng nhận tốt nghiệp, Hyunkel tấn công Avan nhưng thất bại, được Myst-Vearn cứu sống và đem về quân đoàn yêu ma truyền dạy phép thuật hắc ám. Lớn lên Hyunkel trở thành tư lệnh quân đoàn chiến binh bất tử. Anh thù ghét loài người và ban đầu là một đối thủ đáng gờm của nhóm dũng sĩ. Về sau, nhờ Maam, anh khám phá ra rằng Hadlar mới là kẻ giết cha anh vì ông đã phản bội Hadlar khi tự nguyện mở cổng thành cho Avan. Hyunkel thức tỉnh và quay về với chính nghĩa.
Hyunkel là một học trò xuất sắc của Avan. Anh có thể sử dụng các kĩ thuật chiến đấu của Avan như Earth, Sea, Sky Slash và Grand Cross. Hyunkel thông thạo kiếm thuật, về sau anh cũng học thêm thương thuật Avan. Ngoài Avan, Myth-Vearn cũng có thể xem là sư phụ của Hyunkel, người đã truyền dạy cho anh các kĩ thuật chiến đấu Hắc ám. Anh là một chiến binh nên chỉ có thể sử dụng khả năng kiếm pháp, võ thuật để chiến đấu mà không thể sử dụng phép thuật. Sức mạnh lớn nhất của anh là Touki (Đấu khí). Khi còn thuộc Quân đoàn yêu ma, Hyunkel sử dụng thanh kiếm phép thuật có thể biến đổi thành áo giáp nhưng thanh kiếm đã bị gãy. Sau đó anh sử dụng cây thương có thể biến đổi thành áo giáp do Larhart tặng. Trong trận chiến cuối cùng, Hyunkel đã trả lại nó cho chủ cũ. Tuy không còn vũ khí, với sức mạnh thật sự của một chiến binh, Hyunkel có thể đấm nát Orhicalcum bằng tay không.
Hyunkel là con người trầm lặng nhưng rất nghĩa khí. Dù coi Avan là kẻ thù, sâu trong trái tim anh vẫn rất kính trọng Avan. Anh mặc cảm vì đã trách nhầm Avan và làm hại rất nhiều người vô tội nên luôn dốc hết sức với yêu ma để chuộc lỗi. Dù Maam chưa bao giờ thổ lộ tình cảm với Hyunkel nhưng anh vẫn nhận biết được. Khi thấy Maam rất quan tâm lo lắng cho Pop, Hyunkel khuyên Maam cho Pop một cơ hội, từ giờ thay vì lo cho hạnh phúc của người khác hãy đi tìm hạnh phúc cho chính cô vì anh không thể đem lại hạnh phúc cho cô được.
- Leona (レオナ Reona?): 14 tuổi, là công chúa của Papunika.

Cô là người bạn con người đầu tiên của Dai. Việc Dai quyết tâm theo học Avan, ngoài để bảo vệ hòn đảo, còn là để bảo vệ Leona khi nghe tin Papnika đang bị yêu ma tàn phá. Leona không phải học trò thực sự của Avan vì chưa bao giờ cô theo học Avan. Tuy nhiên Leona luôn kính trọng Avan và mong muốn có thể được Avan dạy dỗ như các bạn. Trong cuộc tổng tấn công, Avan đã gần như công nhận Leona là học trò của mình khi chỉ bảo và giao cho cô nhiệm vụ lãnh đạo các bạn. Leona được nữ hoàng Flora nước Carl trao viên đá Avan, vật chứng nhận tốt nghiệp của Avan, cũng như nhiệm vụ thực hiện phép Ngũ long tinh cũng với nhóm dũng sĩ.
Leona được rèn luyện để trở thành một pháp sư toàn diện nhưng cô nổi trội hơn về mặt chữa thương. Giống như Maam, Leona là một cô gái mạnh mẽ. Quốc vương mất trong cuộc tấn công của yêu ma nên Leona trở thành tân nữ hoàng với trọng trách nặng nề khi còn rất trẻ. Leona là người đứng ra tổ chức cuộc họp liên minh các quốc gia cùng chống lại yêu ma. Sức mạnh tâm hồn của cô biểu hiện khi thực hiện phép Ngũ long tinh là lẽ phải (chap 225). Dù trước đây Hyunkel là tư lệnh quân yêu ma tiêu diệt đất nước cô, Leona đã tha thứ cho anh với mệnh lệnh: yêu cầu Hyunkel cống hiến hết sức bảo vệ loài người, chuộc lại lỗi lầm để xứng đáng là một học trò thực sự của Avan.

### Nhóm dũng sĩ thế hệ trước
- Avan (アバン Aban?): 31 tuổi, là người đã đánh bại Ma vương Hadlar 11 năm trước.

Anh là thầy của nhóm dũng sĩ hiện tại. Mặc dù là một dũng sĩ rất giỏi, Avan thường ẩn mình dưới lớp vỏ ngờ nghệch và vui nhộn. Ngày trẻ anh là một trong những dũng sĩ bảo vệ công chúa Flora - giờ là nữ hoàng Flora. Trước trận chiến quyết định với Hadlar, Flora đã tặng anh bảo vật của Hoàng gia Carl. Chính bảo vật này đã cứu mạng Avan khi anh cố gắng bảo vệ Dai và Pop bằng phép hy sinh tính mạng. Phần cuối truyện cho biết anh kết hôn với Flora.
Avan không phải nhân vật xuất hiện xuyên suốt bộ truyện mà chỉ trong ba tập đầu và một số tập cuối. Tuy nhiên hình ảnh của anh lại xuất hiện xuyên suốt qua suy nghĩ và tình cảm các nhân vật còn lại, cho thấy sức ảnh hưởng của Avan trong bộ truyện.
- Matoriv (マトリフ Matorifu?): là pháp sư tài giỏi bên cạnh Avan. Hiện tại ông là sư phụ của Pop sau Avan, là người truyền dạy các phép thuật cấp cao cho Pop. Tuy Matoriv có vẻ là một ông già "dê xồm", ông suy nghĩ rất sâu sắc và dạy bảo cho Pop hầu hết các pháp thuật mạnh như Medoroa.
- Loca (ロカ) và Leyla (レイラ): cha mẹ của Maam.
- Burokena (ブロキーナ Burokena?): người được mệnh danh là vua quyền thuật. Sau trận chiến với Hadlar, ông ẩn cư và không thu nhận đệ tử. Về sau ông thu nhận Maam và Chiu, truyền dạy tất cả kĩ năng của mình để hai học trò chiến đấu trong cuộc chiến với yêu ma. Ông cũng tham gia vào trận tổng tấn công dưới lốt cải trang binh sĩ thứ 11 của Đội quân Quái thú do Chiu chỉ huy.

### Quân đoàn yêu ma
Gồm 6 quân đoàn do 6 tư lệnh chỉ huy. Tổng tư lệnh là Hadlar. Thủ lĩnh cao nhất là Đại ma vương Vearn.
- Vearn (バーン Bān?), tên tiếng Việt (theo Kim Đồng) là Đracubin: Đại ma vương, cai trị một nửa Makai - thế giới yêu ma, đã sống hơn 1000 năm.

Vearn căm ghét thế giới con người vì cho rằng chúa trời đã quá thiên vị khi loài người được sống trên mặt đất còn Makai lại ở dưới mặt đất không có ánh mặt trời. Trong cuộc chiến cuối cùng với nhóm Dai, Vearn tiết lộ rằng toàn bộ âm mưu của hắn nhằm mục đích thổi bay mặt đất và các loài sinh vật sống trên đó, đem ánh sáng mặt trời xuống cho Makai.
Vearn là đại yêu ma với khả năng pháp thuật, sức mạnh võ thuật bậc nhất và trí tuệ, kiến thức tu luyện trong 1000 năm. Để đạt đến sự bất tử, hắn chia cơ thể làm hai phần riêng biệt. Một là sức khỏe và tuổi trẻ, dùng phép thuật đóng băng thời gian để có thể trẻ mãi, phần này do Myst-Vearn trông coi. Phần kia là phép thuật và trí tuệ trong cơ thể chính hắn, phần này sẽ già đi theo thời gian. Ban đầu Vearn sử dụng cây gậy phép do Lon Berk rèn, sau này bị Dai đánh vỡ. Ở trận đánh cuối truyện, hắn phải nhập hai phần làm một để trở thành Vearn trẻ trung nhằm có đủ sức mạnh đối phó với nhóm dũng sĩ. Nhưng sau một trận đánh dữ dội, Dai đã trở thành Siêu cấp kỵ sĩ rồng với 2 dấu ấn (do được kế thừa Dấu ấn rồng của người cha Baran), sức mạnh của Dai lúc này đã vượt qua Vearn. Để đối phó với Siêu cấp kỵ sĩ rồng Dai, Vearn giải thoát con mắt thứ ba nhằm biến đổi thành hình dạng Quỷ Nhãn vương, ở hình dạng này hắn còn mạnh hơn cả Siêu cấp Kị sỹ rồng, nhưng vì bất cẩn mà cuối cùng hắn vẫn phải chịu thua sức mạnh chính nghĩa của Dai.
- Kill-Vearn (キルバーン Kirubān?), tên tiếng Việt (theo Kim Đồng) là Ki-ban: là một shinigami - thần chết, có nhiệm vụ loại bỏ những kẻ phản bội Vearn. Tên của hắn có nghĩa Giết-Vearn. Hắn thực chất là gián điệp của Velther, đối thủ của Vearn ở Makai, được cử đến nhằm giết Vearn khi có cơ hội. Vearn biết điều này nhưng vẫn đồng ý để Kill-Vearn ở bên cạnh. Kill-Vearn thường mang theo một con rối trên vai tên là Kiroro, nhưng chính con rối này mới là Kill-Vearn thật sự. Cơ thể Kill-Vearn kia chỉ là một người máy có phần đầu chứa quả bom lõi đen. Sau khi Vearn chết, Kiroro mới lộ diện thân phận thật và định dùng quả bom ấy để hủy diệt mặt đất, nhưng bị tiêu diệt bởi Maam.
- Hadlar (ハドラー Hadorā?), tên tiếng Việt (theo Kim Đồng) là Ha-đô-la: tên Ma vương bị Avan tiêu diệt trước đây, được hồi sinh bởi Vearn, trở thành tổng tư lệnh chỉ huy quân đội Vearn. Hadlar luôn coi Avan là kẻ thù lớn nhất của mình. Để đánh bại Dai và nhóm bạn, Hadlar chấp nhận từ bỏ cơ thể của mình để biến đổi thành Siêu ma. Cuối cùng hắn hy sinh để cứu Dai và Pop, khi nhận ra ý nghĩa của tình bạn cũng như tinh thần thật sự của chiến binh. Hadlar chết trên tay đối thủ lớn nhất của mình Avan, sau khi cả 2 đã bỏ qua hiềm khích quá khứ và coi nhau như bằng hữu.

#### Các quân đoàn
- Quân đoàn Bóng tối: được chỉ huy bởi tư lệnh bóng tối Myst-Vearn.

- Myst-Vearn (ミストバーン Misutobān): là một kẻ luôn ẩn mình sau lớp áo choàng, không bao giờ lộ mặt và rất kín tiếng. Thực chất lớp áo choàng và dây xích trên người hắn là để phong ấn sức mạnh thật sự của cơ thể Vearn, chỉ được lộ diện khi có sự cho phép của Vearn. Myst vốn là một yêu ma thể khí, không có cơ thể riêng nhưng có thể chiếm hữu và sử dụng cơ thể của người khác. Biết ơn vì Vearn đã tin tưởng giao cơ thể mình cho hắn trông coi, Myst đặc biệt trung thành với Vearn. Về sau, khi đang cố gắng chiếm hữu Hyunkel, Myst bị sức mạnh chính nghĩa trong Hyunkel đánh bại và chết.

- Quân đoàn Siêu ma rồng: gồm những con quái vật lớn nhất, là quân đội mạnh nhất trong sáu quân đoàn, thuộc quyền chỉ huy của Baran.

- Baran (バラン Baran): là cha của Dai và là kị sĩ rồng trong truyền thuyết.

Ông là một chiến binh mạnh mẽ, người đã đánh bại Velther, kẻ âm mưu thống trị toàn Trái Đất. Sau đó, Baran bị thương nặng và được Soara- công chúa Alkeed cứu giúp. Cả hai yêu nhau nhưng khi quốc vương phát hiện ra Baran không phải là người, ông đã bị đuổi khỏi vương quốc. Lúc đó, Soara đang mang thai và đã trốn đi cùng với Baran. Khi quốc vương Alkeed phát hiện ra nơi họ ẩn nấp, Baran chấp nhận cái chết để không liên lụy đến vợ con. Nhưng khi hành hình, Soara đã chạy ra đỡ đòn cho ông. Tận mắt nhìn thấy người vợ yêu quý chất trước mặt mình, Baran giận dữ, hủy diệt vương quốc Alkeed. Ông cũng đã cố tìm kiếm con trai mình nhưng hoàn toàn vô vọng. Mất vợ, mất con trong tay chính những người mà mình đã từng bảo vệ, ông trở nên thù ghét con người và quyết định gia nhập dưới trướng của Vearn để tiêu diệt con người. Khi nhìn thấy Dấu ấn rồng của Dai, ông nhận ra đó là Dino, con trai mình, quyết định tiêu diệt các bạn của Dai, đem cậu trở về với ông. Về sau, ông cùng Dai chống lại Vearn, hy sinh khi để bảo vệ Dai.
Mang dòng máu dũng sĩ rồng thuần khiết, ông có thể biến thành hình dạng Ryuumajin (Long ma nhân) - Siêu ma rồng – kết hợp giữa rồng, quỷ và con người. Trong hình hài đó, ông không thể phân biệt được thù hay bạn và sẽ chiến đấu cho đến khi mọi thứ đều bị hủy diệt. Khi đó, ông cũng dùng được phép mạnh nhất của mình là Doruoora – có thể hủy diệt được cả một quốc gia.
- Thuộc hạ của Baran: Cả ba đều nhất mực trung thành với Baran, là thuộc cấp của Baran nhưng không thuộc quyền chỉ huy của Quân đoàn yêu ma.

- Thiên long Galdandy: có hình dạng một con quái điểu. Hắn là kẻ tàn ác nhất trong ba thuộc hạ thân tín của Baran, lấy việc tiêu diệt con người làm trò tiêu khiển.
- Hải long Borahorn: có hình dạng một con hải sư.
- Địa long Larhalt, tên tiếng Việt (theo Kim Đồng) là Si-sên: nửa người nửa yêu ma, là kẻ mạnh nhất trong ba thuộc hạ. Anh mồ côi từ nhỏ, bị hắt hủi, sau đó được Baran thu nhận nuôi dưỡng. Vì vậy nên đối với anh Baran vừa là chủ nhân, vừa là người cha nuôi đáng kính. Sau khi Baran chết, Larhalt nguyện đem tính mạng ra phục vụ Dai.

- Quân đoàn Quái thú: đội quân của các quái vật được chỉ huy bởi Thú vương Crocodine.

- Crocodine (クロコダイン Kurokodain): là một quái thú cá sấu có sức khỏe vô địch. Tên của ông bắt nguồn từ Crocodile - tiếng Anh, nghĩa là cá sấu. Sau khi bị Dai và Pop đánh bại và cảm phục trước lòng dũng cảm của Pop, Crocodine cải tà quy chính, về phe chính nghĩa chống lại cái ác. Vũ khí của Crocodine là một cây búa tên Void Axe.

- Quân đoàn Phù thủy: bao gồm các pháp sư yêu ma, dùng pháp thuật để chiến đấu, được chỉ huy bởi Zaboera.

- Zaboera (ザボエラ Zaboera): là một phù thủy lão luyện của Makai. Hắn là kẻ không từ bất cứ thủ đoạn nào để đạt được thứ mình muốn. Hắn không quan tâm đến bất cứ ai và coi mọi thứ đều là công cụ của mình kể cả Zamza – con trai hắn. Về sau, hắn chết dưới tay Crocodine.

- Zamza: con trai của Zaboera. Để chứng minh bản thân với cha, Zamza đã tự thí nghiệm chính mình, biến đổi thành siêu ma. Khi bị nhóm Dai đánh bại, dù biết đối với Zaboera hắn chỉ là một công cụ, Zamza vẫn liều chết để gửi kết quả nghiên cứu siêu ma về cho cha hắn. Mơ ước lớn nhất của hắn là tình yêu thương thật sự của Zaboera.

- Quân đoàn Băng lửa: được chỉ huy bởi Flazzard.

- Flazzard (フレイザード Fureizādo): là yêu ma được Hadlar dùng cấm thuật tạo ra. Tên của hắn là sự kết hợp giữa flame (lửa) và blizzard (băng). Hắn có hình dạng một nửa người là lửa, nửa còn lại là băng. Do là sinh vật do cấm thuật tạo ra nên hắn chỉ có tuổi thọ ngắn ngủi, vì vậy chỉ muốn theo đuổi chiến thắng và vinh quang, không màng đến danh dự hay thậm chí là cái chết. Khi hắn bị Dai đánh bại, Myst-Vearn đã giết chết hắn.

- Quân đoàn Những chiến binh bất tử: đội quân xương người và thây ma, được chỉ huy bởi Hyunkel.
- Đội cận vệ Cờ vua: được Hadlar dùng cấm thuật tạo ra từ các quân cờ làm bằng Orihalcon.

- Tốt đen - Hym
- Chiến mã - Sigma
- Tịnh chiến - Fenbren
- Xa luân - Block
- Hoàng hậu - Albinass

### Thành viên các hoàng gia
- Flora (フローラ Flora?): nữ hoàng của vương quốc Carl, đã quen và yêu Avan từ 15 năm trước, đến cuối truyện thì cưới Avan. Flora là người thu nhận công chúa Leona vào nhóm hiệp sỹ học trò của Avan.
- Shinana: là đức vua của Romos. Ông là người đã ban cho Dai danh hiệu người anh hùng.
- Nova (ノヴァ Nova?): người được gọi là Anh hùng phương Bắc. Mới đầu anh khá kiêu ngạo, coi thường Dai và cho rằng thế giới này chỉ cần một anh hùng là đủ. Nhưng sau khi thất bại nặng nề, suýt mất tính mạng và được Dai cứu thì anh đã thay đổi, trở thành một người chín chắn hơn. Cuối truyện Nova nhận Lon Berk làm thầy, theo ông học nghề rèn.

### Đội quân Quái thú
Đội quân do Chiu thành lập và chỉ huy.
- Chiu: là một quái thú chuột, đồng môn của Maam. Cậu thành lập đội quân quái thú, mơ ước một ngày mạnh mẽ như Thú vương Crocodine.
- Gome (ゴメ Gome?): một quái thú trên Đảo Delmurin, người bạn đầu tiên của Dai. Gome có hình dạng giọt nước có đôi cánh sau lưng. Khi Dai rời đảo cùng Pop, Gome trốn trong hành lý đi theo, trải qua nhiều cuộc phiêu lưu cùng Dai. Về sau, các bạn khám phá ra rằng Gome là một vật đến từ thiên đường - Tenkai còn được biết với tên "Giọt nước mắt của Chúa", được tạo để ban tặng cho những người có trái tim trong sáng. Khi phát hiện ra Gome đang trốn trong áo Leona và truyền sức mạnh cho các dũng sĩ khống chế pháp thuật của hắn, Vearn đã giết Gome.

### Nhân vật khác
- Brass (ブラス Burasu?): một quái vật sống trên đảo Delmurin, cha nuôi của Dai. Cũng như các quái vật trên đảo, khi chịu ảnh hưởng sức mạnh yêu ma của Hadlar, ông trở nên hung dữ, không phân biệt được bạn thù. Dai rời đảo tiêu diệt yêu ma cũng là để bảo vệ Brass.
- Soara: công chúa của Alkeed, vợ của Baran và mẹ của Dai. Dịu dàng và nhân hậu, cô là người duy nhất mà Baran yêu. Cô chết khi nhảy vào che chắn cho Baran khỏi những quả cầu lửa từ lệnh tử hình (Baran cố ý hy sinh để tránh vấy máu với loài người).
- Lon Berk: là thợ rèn giỏi nhất trên thế giới. Ông vốn là yêu ma dưới quyền Vearn. Về sau ông rời bỏ Vearn, ẩn cư ở thế giới con người. Tại đây ông làm bạn với cha Pop. Khi Dai tìm đến nhờ ông rèn kiếm, ông quyết định về hẳn phe chính nghĩa. Chính ông đã rèn thanh kiếm cho Hyunkel và cây thương cho Larhalt. Lon Berk cũng là một kiếm sĩ bậc nhất thế giới.
- Merle: Merle có năng lực tiên tri, cảm nhận được các nguồn sức mạnh hay mối nguy hiểm đang đến gần. Cô có tình cảm đặc biệt với Pop.
- Velther: là một yêu ma rồng cai trị một nửa Makai - thế giới yêu ma. Hắn là kẻ phát minh là loại vũ khí hủy diệt mạnh nhất thế giới - quả bom lõi đen. Velther đã bị Baran đánh bại vào khoảng 15 năm trước, linh hồn của hắn bị các vị thần Tenkai (Thiên giới) phong ấn vào một tảng đá, vẫn sống nhưng không thể cử động.

## Thế giới trong truyện
- Tenkai (Thiên giới): thế giới của thần thánh, chúa trời - người tạo ra cả Makai và Tenkai. Gome là kết tinh của những giọt nước mắt của chúa.
- Makai (Ma giới): thế giới của yêu ma và rồng, nằm sâu trong lòng đất, được cai trị bởi Vearn (quỷ vương) và Velther (vua rồng). Sau khi Velther bị Baran phong ấn thì quỷ vương Vearn một mình thống trị Makai và bắt đầu xâm chiếm mặt đất.
- Ningenkai (Nhân gian giới): thế giới của loài người và các sinh vật sống trên mặt đất.
- Kị sĩ rồng: Từ khi chúa tạo ra Trái Đất, ba loài yêu ma, con người và rồng luôn xảy ra tranh chấp giành quyền thống trị. Để tránh chiến tranh và ngăn chặn có một loài sẽ vươn lên thống trị Trái Đất, tiêu diệt hai loài kia, đại diện của cả ba đã họp mặt nhau và thống nhất tạo ra Kị sĩ rồng. Kị sĩ rồng có nhiệm vụ giữ gìn trật tự của thế giới, có phép thuật của yêu ma, sức mạnh của rồng và trái tim con người. Khi có một loài nào có ý tiêu diệt hai loài còn lại, kị sĩ rồng sẽ xuất hiện ngăn cản. Long mẫu chọn một đứa trẻ loài người, ban cho Dấu ấn rồng và đứa trẻ đó sẽ trở thành kị sĩ bảo vệ thế giới. Khi kị sĩ đó chết đi, Long mẫu sẽ xuất hiện, đem linh hồn anh ta về thiên đàng và lựa chọn kị sĩ rồng kế tiếp. Mỗi thời điểm trên thế giới chỉ xuất hiện duy nhất một kị sĩ rồng. Baran là kỵ sĩ rồng cuối cùng được Long mẫu lựa chọn, còn Dai là kỵ sĩ rồng duy nhất là "con lai" (con của Baran với 1 cô gái loài người).

### Phép Thuật và Chiêu Thức
1) Phép Thuật: Các loại phép thuật xuất hiện trong truyện phần lớn điều lấy từ dòng game Dragon Quest vốn rất nổi tiếng ở Nhật.
- Phép hệ lửa:

- Mera: Thần chú lửa sơ cấp.
- Merami: Cấp cao hơn của Mera.
- Merazoma: Thần chú lửa cấp cao nhất. Đây là thần chú sở trường của Pop trước khi học được Medoroa.
- Gira: Thần chú lửa sơ cấp. Khác Mera ở chỗ ngọn lửa được phóng ra bằng ngón tay ở dạng tia sáng nhỏ nhưng sát thương cao.
- Begirama: Thần chú lửa trung cấp. Ngọn lửa được phóng ra bằng nắm đấm.
- Begiragon: Thần chú lửa cao cấp, rất mạnh. Là một trong 2 thần chú sở trường của ma vương Hadlar.
- Kaiser Phoenix (Phượng Hoàng Lửa)/"Hỏa kim kê": Phép thuật sở trường của chúa quỷ Vearn. Thực chất đây là phép Merazoma nhưng ngọn lửa được tạo ra có dạng một con phượng hoàng lớn. Là phép lửa mạnh nhất trong truyện.
- Phép hệ băng:

- Hyado: Thần chú băng sơ cấp.
- Hyadaruko: Thần chú băng trung cấp.
- Hyadain: Thần chú băng trung cấp.
- Mahyado: Thần chú băng cao cấp.
- Phép bộc phá:

- Io: Tạo ra một quả cầu năng lượng nhỏ có sức công phá yếu.
- Iora: Là cấp cao hơn của Io.
- Ionazun: Phép bộc phá mạnh nhất. Một trong 2 thần chú sở trường của ma vương Hadlar.
- Phép gọi sấm sét:

- Raidein: Thần chú sấm sét trung cấp. Đây là phép chỉ có các kị sĩ mới sử dụng được.
- Gigadein: Thần chú sấm sét tối thượng. Trong truyện chỉ có một mình nhân vật Baran biết sử dụng.
- Phép hệ gió:

- Bagi: Thần chú điều khiển gió sơ cấp.
- Phép chữa thương:

- Hoimi: Phép chữa thương sơ cấp.
- Behoimi: Phép chữa thương trung cấp.
- Behoima: Phép chữa thương cao cấp. Tuy là thần chú trị thương nhưng vẫn có khả năng gây sát thương, bằng cách ép các tế bào phải hồi phục liên tục đến quá tải mà chết
- Kiarii: Phép giải độc.
- Các phép thuật khác:

- Medoroa: Phép hủy diệt do Matoriv dạy cho Pop, là sự kết hợp của thần chú lửa và băng mạnh nhất (Merazoma và Mahyado). Có khả năng đẩy lùi mọi phép thuật và phá huỷ được cả Orihalcon. Nhược điểm duy nhất là rất sợ các đòn phản xạ phép thuật do uy lực quá lớn nên nếu bị phản lại người dùng sẽ lãnh đủ
- Mahoukanta: Dựng một bức tường ánh sáng xung quanh người sử dụng, có khả năng phản xạ lại mọi phép thuật.
- Phoenix Wing (Cánh Phượng Hoàng): Công dụng tương tự như Mahoukanta nhưng cao cấp hơn. Tạo ra một quầng lửa bao quanh bàn tay, đẩy lùi mọi phép thuật và cả các đòn tấn công khác. Phép tối thượng của chúa quỷ Vearn.
- Ruura: Phép bay hoặc dịch chuyển tức thời. Nhược điểm là chỉ có thể bay đến nơi mà người sử dụng đã từng đi qua.
- Tobe Ruura: Phép bay nhưng tốc độ bay khá chậm, ít được dùng để di chuyển như Ruura.
- Doruoora: Phép tối thượng của các kị sĩ rồng. Có uy lực đủ để phá hủy cả một quốc gia.
2) Chiêu Thức:
Avan Kiếm Pháp:
- Daichizan - Earth Slash (Đại Địa Trảm): kiếm pháp dùng để chém các vật thể cứng.
- Kaihazan - Wave Slash (Hải Ba Trảm): kiếm pháp dùng để chống lại các đòn phép.
- Kuuretsuzan - Sky Slash (Không Liệt Trảm): kiếm pháp sử dụng đấu khí để tiêu diệt kẻ địch ở dạng vô định hình. Để lãnh hội được chiêu thức này cần một tâm hồn chính nghĩa và trong sáng
- Avan Sutorasu - Avan Strash: tuyệt kỹ của Avan kiếm pháp. Kết hợp 3 chiêu thức trên: chém đứt mặt đất, mặt biển, bầu trời để tạo thành chiêu thức chém đứt tất cả. Avan Strash có 2 cách ra đòn là "tiễn thức" (tung đòn ở dạng kiếm khí dùng tấn công từ xa) và "phá thức" (tung đòn ở cự ly gần). Chiêu thức này về sau được Dai cãi tiến rất nhiều và tạo ra nhiều biến thể mới mạnh hơn.
Avan Thương Pháp: Chỉ dùng bởi Huynkel, vốn là Avan Kiếm Pháp nhưng được chỉnh sửa để dùng cho ngọn thương
- Jiraisen (Địa Lôi Thiểm): Tương tự Đại Địa Trảm nhưng dùng thương.
- Kaimeisen (Hải Minh Thiểm): Tương tự Hải Ba Trảm nhưng dùng thương.
- Kokuusen (Hư Không Thiểm): Tương tự Không Liệt Trảm nhưng dùng thương.
Các chiêu thức khác:
- Bloody Scryed: Chiêu thức tự sáng tạo của nhân vật Hyunkel. Vì hiểu lầm Avan giết cha mình nên anh nuôi thù hận trong đầu, kết quả là không thể lãnh hội được Không Liệt Trảm cũng như Avan Strash. Nên anh ta tạo ra chiêu này để lấy mạng Avan.
- Grand Cross (Thập Tự Trận): Chiêu thức do Avan sáng tạo ra. Giải phóng một lượng nhỏ đấu khí của người sử dụng dưới dạng một hình chữ thập tấn công địch thủ. Nhưng chiêu thức này rất nguy hiểm do nếu không kiểm soát luồng đấu khí thuần thục thì sẽ tự làm mình mất mạng, nên đây là một chiêu thức mà cả Avan cũng không dám sử dụng. Nhưng trong một trận chiến sinh tử với Hadlar, Hyunkel đã tình cờ lãnh hội được cách phát huy chiêu thức này đến mức tối đa và biến nó thành tuyệt kỹ của anh.
- Kiếm Ma Thuật: Là sự kết hợp giữa phép thuật và kiếm pháp. Tiêu biểu trong truyện là chiêu Raidein Strash (Raidein + Avan Strash) của Dai và Giga Break (Gigadein + đao pháp) của Baran.
- Seiou Juujiken (Tinh Hoàng Thập Tự Kiếm): Tuyệt chiêu của nhân vật Lonberk. Tập trung sức mạnh vào hai thanh kiếm chém 2 nhát tạo thành hình chữ thập. Chiêu này mạnh đến mức phá hủy cả vũ khí dùng để thi triển chiêu thức và khiến hai tay của Lonberk bị thương nặng (theo lời Lonberk thì phải mất 70 năm mới có thể phục hồi). Cặp song kiếm Seiouken (Tinh Hoàng Kiếm) là vũ khí duy nhất có khả năng chịu được sức phá hủy của chiêu này, thế nhưng do chưa hoàn chỉnh nên cuối cùng vẫn bị phá hủy khi Lonberk dùng nó.
- Chouma Bakuenha (Siêu Ma Bộc Viêm Phá): Là chiêu mạnh nhất của ma vương Hadlar sau khi cơ thể hắn trở thành siêu ma. Hadlar tập trung đấu khí của hắn vào thanh Bá Giả Kiếm (Blade of Champion) rồi lao thẳng vào đối thủ.
- Avan Strash Cross: Chiêu thức do Dai sáng tạo ra. Là sự kết hợp giữa "tiễn thức" và "phá thức" của chiêu Avan Strash. Tung ra cả hai thế cùng lúc khiến uy lực tăng gấp 5 lần chiêu Avan Strash bình thường.
- Giga Strash: Chiêu thức mạnh nhất của Dai. Kết hợp từ 2 chiêu Avan Strash và Giga Break.
- Calamity End: Đơn thuần chỉ là đòn chặt cạnh tay nhưng với sức mạnh của chúa quỷ Vearn thì cú chém này mạnh ngang ngửa thanh kiếm Orihalcon của Dai.
- Tenchimatou (Thiên Địa Ma Đấu): Tuyệt chiêu mạnh nhất của chúa quỷ Vearn. Thiên là tấn công, Địa là phòng thủ, Ma là ma thuật. Đây mà thế thủ cho phép Vearn tung ra 3 đòn cực mạnh liên tiếp nhau.

## Phim hoạt hình

### Bản năm 1991
Anime Dấu ấn rồng thiêng được sản xuất bởi Toei Animation và Nippon Animation, bắt đầu phát sóng trên kênh TBS Nhật Bản từ ngày 17 tháng 10 năm 1991 đến ngày 24 tháng 9 năm 1992, bao gồm 46 tập. Phim kết thúc ở trận đánh giữa Dai với Baran
Lồng tiếng 
- Dai (ダイ, Dai?): Toshiko Fujita
- Pop (ポップ, Poppu?): Keiichi Nanba
- Maam (マァム, Maamu?): Miina Tominaga
- Leona (レオナ, Reona?): Hisakawa Aya
- Hyunkel (ヒュンケル, Hyunkeru?): Hideyuki Hori
- Leona (レオナ, Reona?): Hisakawa Aya
- Avan (アバン, Aban?): Hideyuki Tanaka
- Gome (ゴメ, Gome?): Touma Yumi
- Brass (ブラス, Burasu?): Isamu Tanonaka
- Matoriv (マトリフ, Matorifu?): Shin Aomori
- Baran (バラン, Baran?): Unshou Ishizuka
- Crocodine (クロコダイン, Kurokodain?): Ginga Banjou
- Hadlar (ハドラー, Hadorā?): Aono Takeshi
- Flazzard (フレイザード, Fureizādo?): Yamaguchi Ken
- Myst-Vearn (ミストバーン, Misutobān?): Nanba Keiichi
- Kill-Vearn (キルバーン, Kirubān?): Hideyuki Tanaka
- Vearn (バーン, Bān?): Kenji Utsumi

### Bản năm 2020
Anime Dấu ấn rồng thiêng 2020 được sản xuất bởi Toei Animation. Phim dựng lại toàn bộ nội dung truyện tranh chứ không kết thúc giữa chừng như phiên bản 1991.

## Thông tin khác
Bộ truyện thuộc loạt manga và anime dựa theo game Dragon quest, bao gồm:
- Dragon Warrior: Legend of the Hero Abel (ドラゴン クエスト I - 勇者アベル伝説, Doragon Kuesuto I - Yūsha Aberu Densetsu) - Anime
- Dragon Quest: Dai no Daibōken - The great adventure of Dai
- Dragon Quest Monster Story
- The Road to Dragon Quest (ドラゴンクエストへの道, Dragon Quest e no Michi)
- Dragon Quest Retsuden: Roto no Monshou
- Dragon Quest VII: Warriors of Eden